# 144
144 је била преступна година.

## Догађаји
- Луције Хедије Руф Лолијан Авит и Тит Статилије Максим постају римски конзули.
- Почињу римски походи на Мавретанију.
- Промена назива ере из Ханан (3. година) у Јианканг еру кинеске династије Хан.
- У Кушанском царству почиње владавина цара Хувишке, .
- Промена на месту еписккопа Византа, на место Поликарпа II долази епископ Атендодор (до 148).
- Маркион Синопски је изопштен из Цркве. Из његових веровања израста секта маркиониста.